# دانیله د روسی
دانیله دِ روسّی (به ایتالیایی: Daniele De Rossi) ‏ (زادهٔ ۲۴ ژوئیه ۱۹۸۳ در رم) بازیکن سابق و سرمربی کنونی فوتبال اهل ایتالیا است.
او با ۱۹ سال حضور در باشگاه رم، محبوبیت زیادی در میان هواداران این تیم دارد. همچنین او سابقه قهرمانی در جام جهانی ۲۰۰۶ و نایب قهرمانی جام ملت‌های اروپا ۲۰۱۲ به عنوان بازیکن و قهرمانی در جام ملت‌های اروپا ۲۰۲۰ به عنوان دستیار مربی در تیم ملی ایتالیا را دارد. او در تاریخ ۲۷ مه ۲۰۱۹ از باشگاه رم به عنوان یک بازیکن خداحافظی کرد.

## رده باشگاهی
ده روسی بازی خود را از تیم جوانان رم شروع کرد و در سال ۲۰۰۰ میلادی با باشگاه رم قرار داد رسمی بست و در سال ۲۰۱۹میلادی به عنوان کاپیتان از این باشگاه خداحافظی کرد و به باشگاه بوکاجونیورز پیوست.
۴۵۹ بازی و ۴۳ گل برای تیم آ اس رم نیز در پروندهٔ بازی‌های باشگاهی وی وجود دارد. همچنین وی با رد پیشنهاد ۳۱ میلیون دلاری منچستر سیتی، یک بار دیگر وفاداری خود را به باشگاهش نشان داد.  
او در سال ۲۰۲۰میلادی در آخرین بازی خود رسماً از دنیای فوتبال خداحافظی کرد.

## تیم ملی
دانیله دروسی ۱۱۷ بازی ملی و ۲۱ گل زده در پرونده دارد. وی با ۴ گل اختلاف بعد از آدولفو بالونچری، هافبک دهه ۱۹۲۰ میلادی ایتالیا، در رتبه دومین هافبک گلزن تیم ملی ایتالیا قرار دارد. دروسی همچنین چهارمین بازیکن از نظر تعداد بازی برای تیم ملی ایتالیاست. او در جام جهانی ۲۰۰۶ با اینکه سن کمی داشت در سه بازی به میدان رفت و در فینال هم که بازی به ضربات پنالتی کشید توانست پنالتی‌اش را تبدیل به گل کند و بدین ترتیب با تیم ملی ایتالیا قهرمان جام جهانی ۲۰۰۶ شد و به مهم‌ترین افتخار فوتبالی جهان دست یافت. 

## زندگی شخصی

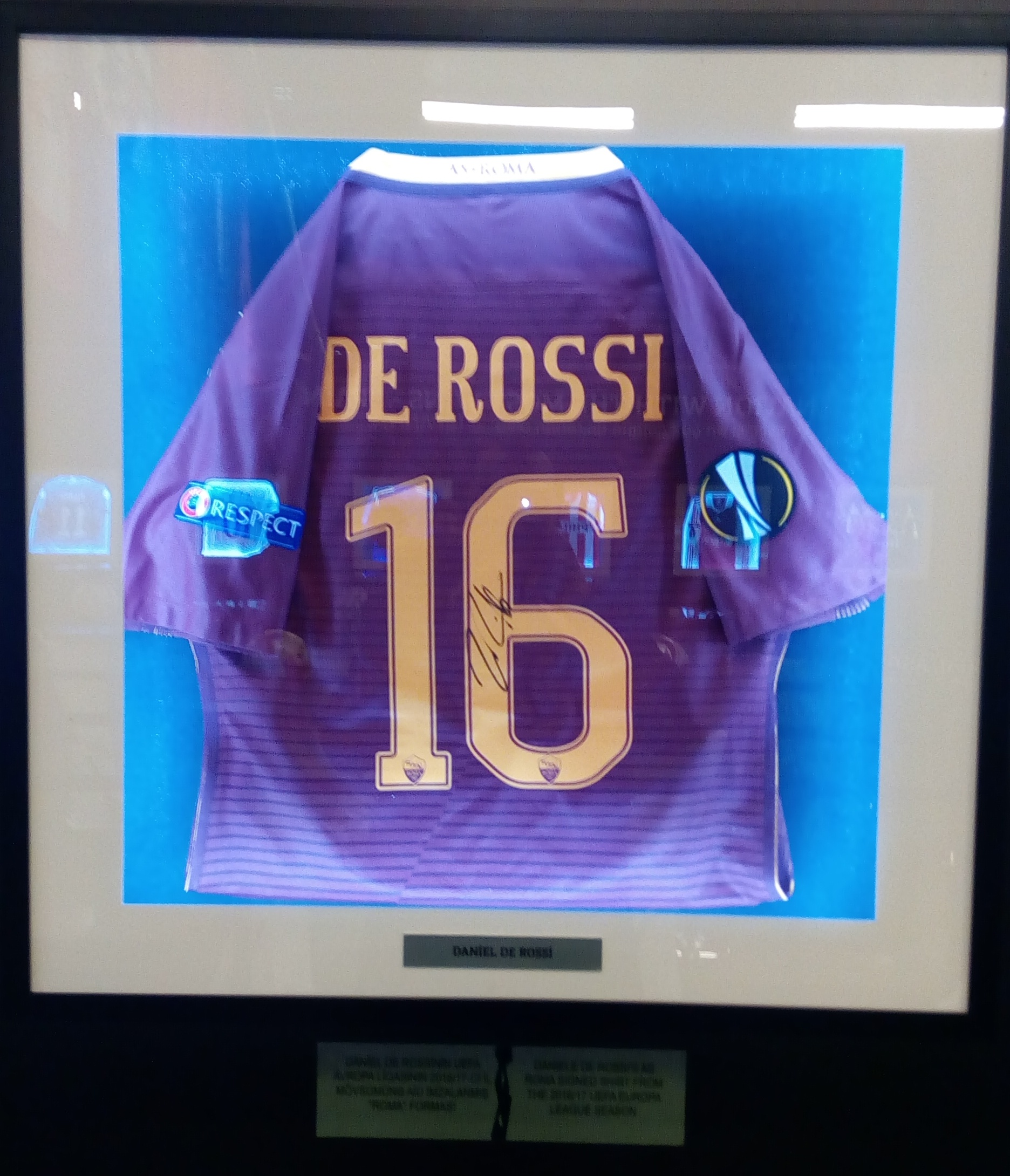
موزه لیگ اروپا در باکو.

دانیله در رم به دنیا آمد. وی فرزند آلبرتو د روسی بازیکن سابق تیم رم و سرمربی تیم جوانان رم است. در سال ۲۰۰۶ با تامارا پیسنولی ازدواج کرد و در سال ۲۰۰۹ از یکدیگر جدا شدند. حاصل این ازدواج دخترشان به نام گایا بود. دروسی اولین بازی خود را برای رم با شماره ۲۷ انجام داد؛ شماره‌ای که برای دو فصل می‌پوشید. سپس شماره خود را به ۴ تغییر داد و در جام جهانی فوتبال ۲۰۰۶ هم با همین شماره حضور داشت. با تولد دخترش در  ۱۶ ژوئن ۲۰۰۵ وی شماره ۱۶ برای خود انتخاب کرد که شماره روی کین، یکی از الگوهای خود نیز بوده است.

## افتخارات

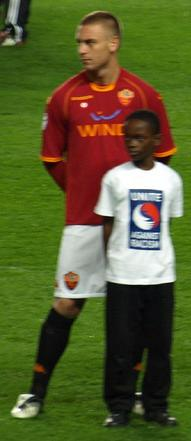
د روسی در باشگاه رم

### باشگاهی

#### قهرمانی[۸]
- ۲ جام حذفی ایتالیا: ۲۰۰۷، ۲۰۰۸
- ۱ سوپر جام ایتالیا: ۲۰۰۸

#### نایب قهرمانی[۸]
- ۸ بار سری آ: ۲۰۰۴، ۲۰۰۶، ۲۰۰۷، ۲۰۰۸، ۲۰۱۰، ۲۰۱۴، ۲۰۱۵، ۲۰۱۷
- ۵ بار جام حذفی ایتالیا: ۲۰۰۳، ۲۰۰۵، ۲۰۰۶، ۲۰۱۰، ۲۰۱۳
- ۳ بار سوپر جام ایتالیا: ۲۰۰۷، ۲۰۰۹، ۲۰۱۱

### بین‌المللی

#### قهرمانی
- زیر ۲۱ ساله‌های اروپا: ۲۰۰۴
- جام‌جهانی فوتبال: ۲۰۰۶[۸]

#### نایب قهرمانی

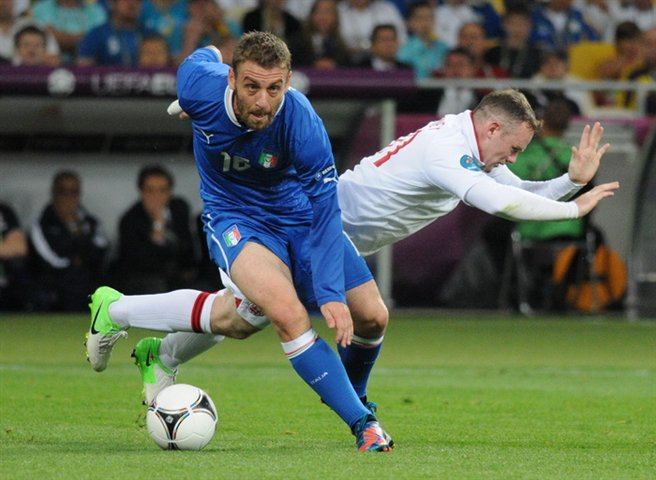
د روسی در حال بازی برای تیم ملی ایتالیا در جام ملت‌های اروپا ۲۰۱۲

- د روسی در حال بازی برای تیم ملی ایتالیا در جام ملت‌های اروپا ۲۰۱۲جام ملت‌های اروپا: ۲۰۱۲[۸]

#### مقام سوم
- المپیک تابستانی: ۲۰۰۴[۹]
- جام کنفدراسیون‌ها: ۲۰۱۳[۱۰]

### فردی
- بازیکن جوان سال سری آ: ۲۰۰۶[۱۱]
- بازیکن ایتالیایی سال سری آ: [۱۲]۲۰۰۹
- نامزد حضور در تیم منتخب سال فیفا: [۱۳]۲۰۰۹
- ورزشکار ایتالیایی سال: ۲۰۱۰
- حضور در تیم منتخب جام ملت‌های اروپا: ۲۰۱۲
- جایزه جاکومو بولگارلی: ۱۸-۲۰۱۷[۱۴]
- جایزه اسطوره از گاتزتا دلا اسپورت: ۲۰۲۱[۱۵]

### نشان‌ها
Cavaliere Ordine al Merito della Repubblica Italiana: شوالیه / پنجمین رده: ۲۰۰۰
 Collare d'Oro al Merito Sportivo: کمیته ملی المپیک ایتالیا: ۲۰۰۶
Ufficiale Ordine al Merito della Repubblica Italiana: افسر / چهارمین رده: ۲۰۰۶